# The Lego Batman Movie (Lego tema)
The Lego Batman Movie er en produktlinje produceret af den danske legetøjskoncern LEGO fra 2017-2018 baseret på The Lego Batman Movie, der er den anden film i The Lego Movie-serien. Den har licens fra Lego, DC Comics og Warner Bros. Animation. Temaet blev introduceret som en del af merchendise-programmet, der blev lanceret i forbindelse med filmen. Udover udgivelsen af Lego-sæt blev der udsendt adskillige kortfilm og appen The Lego Batman Movie Game.
Adskillige af karakterne i The Lego Batman Movie er også blevet udgivet som en del af Lego BrickHeadz-temaet. En række The Lego Batman Movie BrickHeadz blev annonceret i 2017, inklusive Batman, Batgirl, Robin og Jokeren som karakteren man kan bygge.

## Modtagelse
I juli 2018 blev sæt 70908 The Scuttler, 70909 Batcave Break-In, 70917 The Ultimate Batmobile og 70923 The Bat-Space Shuttle listet som "The 10 Best ‘Batman’ Lego Sets for Kids and Collectors" af Fatherly.
I november 2018 listede Toy Retailers Association sæt 71017 The Lego Batman Movie Minifigure Series på deres liste for 2018 Toy of the Year Awards.